# Аулин, Тур
Тур Аули́н (швед. Tor Aulin, род. 10 сентября 1866, Стокгольм — 1 марта 1914, Сальтшёбаден) — шведский скрипач, дирижёр и композитор.

## Очерк биографии и творчества
В 1883 году окончил как скрипач Стокгольмскую консерваторию (класс Карла Юхана Линдберга). В 1884—86 стажировался в Берлине у Эмиля Соре (скрипка) и Филиппа Шарвенки (композиция). В 1889—1902 гг. работал концертмейстером в оркестре Шведской королевской оперы. В 1887 г. основал первый в Швеции постоянно действующий струнный квартет (Струнный квартет Аулина), с которым широко гастролировал по стране и за рубежом, в том числе, в России, исполняя регулярный классико-романтический репертуар, а также сочинения скандинавских композиторов (прежде всего, Ф. Бервальда). С начала 1900-х гг. с квартетом постоянно выступал (в качестве пианиста) В. Стенхаммар. Квартет прекратил существование в 1912 году.
С 1900 года Аулин всё больше занимался дирижёрской работой: в 1902—1909 гг. руководил оркестром Стокгольмского концертного общества, с этим коллективом впервые (1905) исполнил Третью симфонию (Sinfonie singulière) Бервальда. В 1909—1912 гг. дирижировал Симфоническим оркестром Гётеборга.
Как композитор Тур Аулин наиболее известен третьим скрипичным концертом (op.14 c-moll). Помимо того, написал скрипичную сонату, этюды и другие камерные сочинения для скрипки, музыку к драме А. Стриндберга «Местер Улоф», многие романсы и песни (в том числе, на фольклорные тексты).
Его сестра Вальборг Аулин (1860—1928) — пианистка и композитор.